# She Wolf
She Wolf је десети студијски албум поп певачице Шакира.

## Списак песама
| Енглески језик 1. „She Wolf” | Шпански језик 1. „Loba” |

## Синглови
| #  |                     |  |  |
| -- | ------------------- |  |  |
| 1. | „She Wolf” / „Loba” |  |  |